# Mal moral
El mal moral es cualquier acontecimiento moralmente negativo causado por la acción o inacción intencional de un agente, como una persona. Un ejemplo de mal moral podría ser el asesinato, la guerra o cualquier otro acontecimiento malo por el cual alguien pueda ser considerado responsable o culpable. Este concepto puede contrastarse con el mal natural, en el que un acontecimiento malo ocurre de forma natural, sin la intervención de un agente. Sin embargo, la línea divisoria entre el mal natural y el moral no está del todo clara, ya que algunas conductas pueden ser involuntarias pero moralmente significativas.
La distinción entre el mal y lo “malo” es compleja. El mal es más que simplemente "negativo" o "malo" (es decir, un bien no deseado o inhibidor) ya que el mal es por sí mismo, y sin referencia a ningún otro evento, moralmente incorrecto. La validez del término “mal moral” se basa, por tanto, en la validez de la moral en la ética.
Las primeras impresiones sobre acciones moralmente malas determinan cómo las personas ven los acontecimientos, no sólo los asesinatos o las muertes, sino también el nivel de crueldad inhumana.

## Filósofos acerca del mal moral
El filósofo Christopher McMahon tenía una teoría sobre el mal moral que cuestionaba la idea de que, aunque el asesinato se considera peor que una muerte accidental, prevenir ambas muertes tendría el mismo valor, a pesar del hecho de que el asesinato es moralmente malo mientras que la muerte accidental no lo es.
Utiliza ejemplos para demostrar las violaciones del mal moral y el daño relacionado con las primeras impresiones. El Holocausto se considera moralmente peor que la epidemia de gripe española, aunque el Holocausto tuvo un tercio del número de muertes que la epidemia de gripe española.
Más personas murieron durante la gripe española, pero como el Holocausto fue visto como más horrendo e inhumano, se considera moralmente malo desde el punto de vista de la gente.